# Бригадир
Бригади́р — керівник найнижчого підрозділу на виробництві, бригади; посада, що на відміну від посади «майстра» (старшого майстра) або начальника зміни, цеху — не передбачала спеціальної освіти та кваліфікації. Бригадири були поширені в СРСР у всіх галузях виробництва, в першу чергу на будівництві і в сільському господарстві (колгоспний бригадир, бригадир комплексної будівельної бригади).